# Élection gouvernorale de 2022 en Californie
L'élection gouvernorale de 2022 en Californie a lieu le 8 novembre 2022. 
Le gouverneur démocrate sortant Gavin Newsom, élu en 2018 face à l'homme d'affaires John H. Cox, se présente pour un deuxième mandat, suite à une élection révocatoire en 2021.  
Une élection primaire non-partisane a lieu le 24 mai. Newsom et Brian Dahle, un sénateur républicain de l'État arrivent en tête. Ils s'affrontent lors de l'élection générale du 8 novembre. Newsom est largement favori, dans cet État très démocrate.
Newsom est largement réélu gouverneur de l'État, mais réalise cependant un moins bon score qu'en 2018.

## Résultats
| Candidats                | Candidats                | Partis                   | Voix       | %     |
| ------------------------ | ------------------------ | ------------------------ | ---------- | ----- |
|                          | Gavin Newsom             | Démocrate                | 6 470 104  | 59,18 |
|                          | Brian Dahle              | Républicain              | 4 462 914  | 40,82 |
|                          |                          |                          |            |       |
| Votes valides            | Votes valides            | Votes valides            | 10 933 018 |       |
| Votes blancs et nuls     |                          |                          |            |       |
| Total                    |                          |                          |            |       |
| Abstention               |                          |                          |            |       |
| Inscrits / participation | Inscrits / participation | Inscrits / participation | 21 940 274 | 50,80 |